# Barki
Pour les articles homonymes, voir Barki (homonymie).
Barki (prononciation : [ˈbarki]) est un village polonais de la gmina de Cyców dans le powiat de Łęczna de la voïvodie de Lublin dans l'est de la Pologne.
Le village comptait approximativement une population de 290 habitants en 2006.

## Histoire
De 1975 à 1998, le village est attaché administrativement à l'ancienne Voïvodie de Chełm.

Depuis 1999, il fait partie de la nouvelle voïvodie de Lublin.